# Cross della Vallagarina
Il Cross della Vallagarina è una corsa campestre organizzata annualmente a metà gennaio a Villa Lagarina, comune della provincia autonoma di Trento.

## Storia

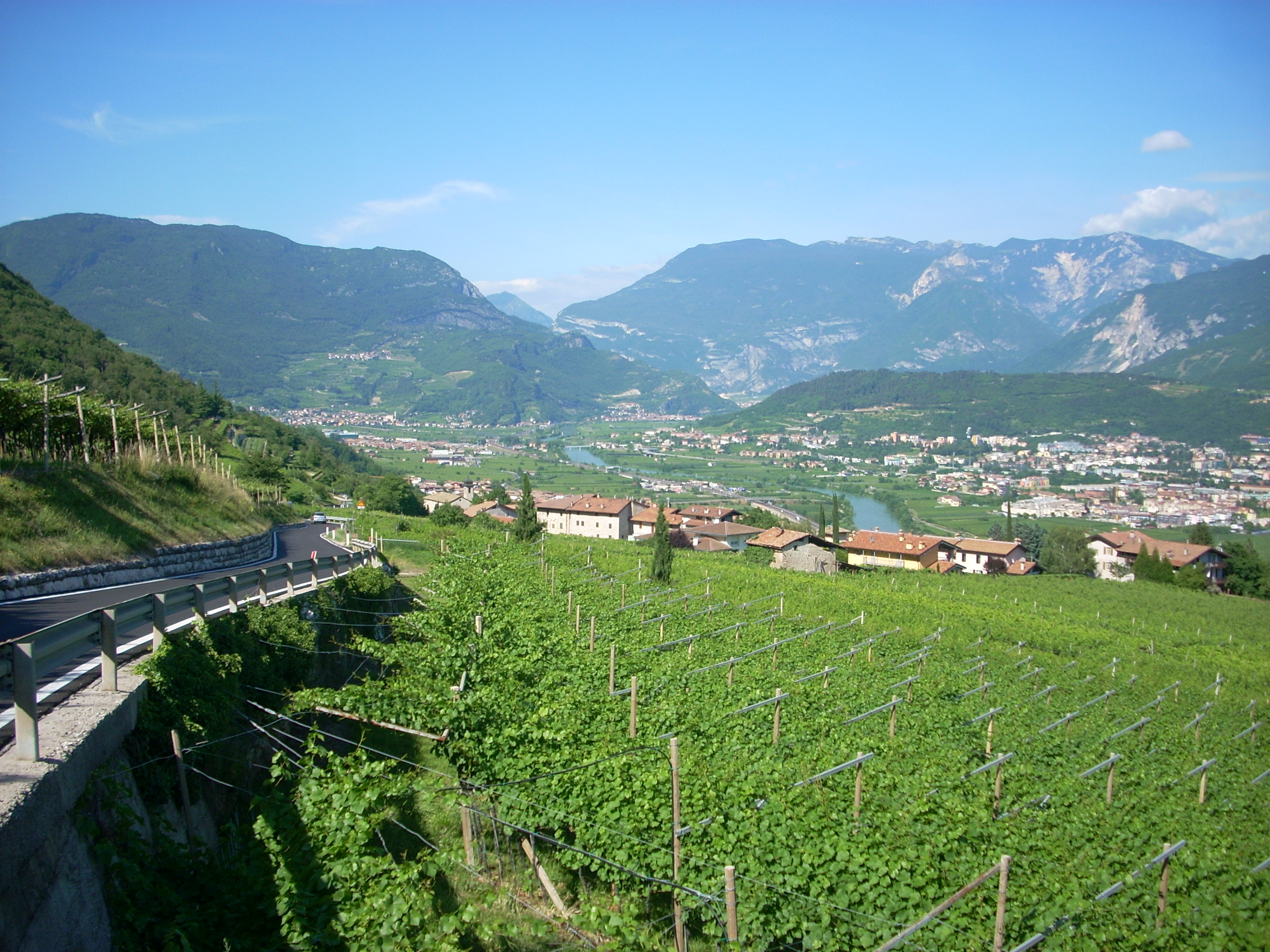
Panorama della Vallagarina, dove si snoda il percorso dell'omonima corsa campestre

La gara prende il nome dalla Vallagarina, nome dell'ultimo tratto della valle percorsa dal fiume Adige. La prima edizione del Cross della Vallagarina è stato organizzato nel 1978 in seguito alla partecipazione dell'atleta locale Cristina Tomasini ai campionati del mondo di corsa campestre 1977. Inizialmente la corsa era riservata esclusivamente alle donne: la gara maschile è stata introdotta nel 1981.
Il Cross della Vallagarina è incluso nel circuito internazionale del World Athletics Cross Country Tour della World Athletics ed è stato valevole come campionato italiano di corsa campestre nel 2005 e nel 2007. La corsa campestre è organizzata dall'Unione Sportiva Quercia Rovereto, che predispone anche altre gare di atletica leggera, il Palio Città della Quercia e il Giro podistico di Rovereto.
La lunghezza del percorso del Cross della Vallagarina misura 8,8 km e 5,5 km, rispettivamente, per la gara maschile e femminile. La gara femminile ha sempre avuto un percorso lungo circa 5 km, mentre quella maschile, per un lungo periodo, ha raggiunto i 9–10 km. Il percorso si snoda sui saliscendi della valle, rendendo la gara alquanto difficoltosa per gli atleti. La gara per atleti professionisti è affiancata da alcune gare destinate a dilettanti e ad amatori.
Tra i vincitori del passato ci sono stati Gelindo Bordin, Francesco Panetta, Gabriella Dorio e Roberta Brunet, Serhij Lebid', Wilson Boit Kipketer, Dorcus Inzikuru e Wilson Kiprop, Egide Ntakarutimana

## Albo d'oro
Legenda:
     Valevole come campionato italiano di corsa campestre
|
| Edizione | Anno | Vincitore gara maschile                          | Tempo                                            | Vincitrice gara femminile                        | Tempo                                            |
| -------- | ---- | ------------------------------------------------ | ------------------------------------------------ | ------------------------------------------------ | ------------------------------------------------ |
| I        | 1978 | Non disputato                                    | Non disputato                                    | Cristina Tomasini                                | 17'37"0                                          |
| II       | 1979 | Non disputato                                    | Non disputato                                    | Agnese Possamai                                  | ?                                                |
| III      | 1980 | Non disputato                                    | Non disputato                                    | Cristina Tomasini (II)                           | 16'08"5                                          |
| IV       | 1981 | Albert Rungger                                   | 25'25"1                                          | Agnese Possamai (II)                             | 15'14"5                                          |
| V        | 1982 | Gelindo Bordin                                   | 25'32"                                           | Cristina Tomasini (III)                          | 16'16"5                                          |
| VI       | 1983 | Mariano Scartezzini                              | 26'39"5                                          | Gabriella Dorio                                  | 17'10"6                                          |
| VII      | 1984 | Sergio Pesavento                                 | 25'59"2                                          | Wilma Rusman                                     | 16'10"0                                          |
| VIII     | 1985 | Gelindo Bordin (II)                              | 25'36"2                                          | Wilma Rusman (II)                                | 16'43"0                                          |
| IX       | 1986 | Gianni Demadonna                                 | 25'24"0                                          | Maria Curatolo                                   | 15'35"0                                          |
| X        | 1987 | Francesco Panetta                                | ?                                                | Flavia Furlan                                    | ?                                                |
| XI       | 1988 | Marco Gozzano                                    | 28'07"5                                          | Rosanna Munerotto                                | 15'42"9                                          |
| XII      | 1989 | Francesco Panetta (II)                           | 27'54"9                                          | Maria Curatolo (II)                              | 15'04"9                                          |
| XIII     | 1990 | Francesco Panetta (III)                          | 28'25"9                                          | Nadia Dandolo                                    | 15'46"7                                          |
| XIV      | 1991 | Stephenson Nyamu                                 | 27'41"0                                          | Nives Curti                                      | 15'18"0                                          |
| XV       | 1992 | Jonah Koech                                      | 28'28"9                                          | Nadia Dandolo (II)                               | 15'40"9                                          |
| XVI      | 1993 | Francesco Panetta (IV)                           | 28'04"6                                          | Valentina Tauceri                                | 16'02"3                                          |
| XVII     | 1994 | Richard Kosgei                                   | 29'10"                                           | Roberta Brunet                                   | 16'14"                                           |
| XVIII    | 1995 | Umberto Pusterla                                 | 29'18"                                           | Cristina Misaros                                 | 16'26"                                           |
| XIX      | 1996 | Angelo Carosi                                    | 28'37"                                           | Florence Barsosio                                | 15'40"                                           |
| XX       | 1997 | Mark Bett                                        | 28'22"                                           | Nadia Dandolo (III)                              | 15'22"                                           |
| XXI      | 1998 | Umberto Pusterla (II)                            | 28'43"                                           | Elisa Rea                                        | 15'48"                                           |
| XXII     | 1999 | Wilson Kipketer                                  | 27'38"                                           | Sabrina Varrone                                  | 15'02"                                           |
| XXIII    | 2000 | Paul Kosgei                                      | 28'00"1                                          | Valentina Tauceri (II)                           | 15'47"3                                          |
| XXIV     | 2001 | Paul Kosgei (II)                                 | 27'57"3                                          | Merima Denboba                                   | 15'04"3                                          |
| XXV      | 2002 | David Makori                                     | 29'58"1                                          | Rita Jeptoo                                      | 17'29"5                                          |
| XXVI     | 2003 | Serhij Lebid'                                    | 26'44"4                                          | Dorcus Inzikuru                                  | 5'27"0                                           |
| XVII     | 2004 | Serhij Lebid' (II)                               | 29'24"3                                          | Anikó Kálovics                                   | 19'02"7                                          |
| XXVIII   | 2005 | Maurizio Leone                                   | 35'52"                                           | Patrizia Tisi                                    | 27'07"                                           |
| XXIX     | 2006 | Eliud Kirui                                      | 28'37"1                                          | Priscah Cherono                                  | 22'02"                                           |
| XXX      | 2007 | Giuliano Battocletti                             | 30'44"                                           | Renate Rungger                                   | 27'07"                                           |
| XXXI     | 2008 | Wilson Kiprop                                    | 26'11"5                                          | Catherine Kurui                                  | 19'26"3                                          |
| XXXII    | 2009 | Wilson Kiprop (II)                               | 25'25"1                                          | Federica Dal Rì                                  | 19'17"1                                          |
| XXXIII   | 2010 | Lema Abera                                       | 25'52"                                           | Asmerawork Bekele                                | 18'37"                                           |
| XXXIV    | 2011 | Thomas Longosiwa                                 | 26'06"6                                          | Birtukan Fente                                   | 18'58"4                                          |
| XXXV     | 2012 | Kinde Atanau                                     | 25'27"                                           | Afera Godfay                                     | 19'16"                                           |
| XXXVI    | 2013 | Muktar Edris                                     | 26'43"                                           | Silvia La Barbera                                | 22'44"                                           |
| XXXVII   | 2014 | Robert Ndiwa                                     | 27'00"                                           | Linah Cheruto                                    | 21'40"                                           |
| XXXVIII  | 2015 | Andrew Kwemoi                                    | 27'07"                                           | Silvia La Barbera (II)                           | 22'48"                                           |
| XXXIX    | 2016 | Rodgers Maiyo                                    | 26'39"                                           | Alemitu Hawi                                     | 21'35"                                           |
| XL       | 2017 | Robert Ndiwa (II)                                | 27'21"                                           | Sara Dossena                                     | 22'24"                                           |
| XLI      | 2018 | Telahun Bekele                                   | 26'58"                                           | Norah Jeruto                                     | 21'05"                                           |
| XLII     | 2019 | Telahun Bekele (II)                              | 26'12"                                           | Moira Stewartová                                 | 22'41"                                           |
| XLIII    | 2020 | Cesare Maestri                                   | 28'01"                                           | Moira Stewartová (II)                            | 18'27"                                           |
| —        | 2021 | Non disputata a causa della pandemia di COVID-19 | Non disputata a causa della pandemia di COVID-19 | Non disputata a causa della pandemia di COVID-19 | Non disputata a causa della pandemia di COVID-19 |
| XLIV     | 2022 | Takele Tadese Bikila                             | 27'08"                                           | Klara Lukan                                      | 17'47"                                           |
| XLV      | 2023 | Egide Ntakarutimana                              | 27'27"                                           | Francine Niyomukunzi                             | 17'41"                                           |
| XLVI     | 2024 | Ibrahim Ezzaydouni                               | 27'49"                                           | Francine Niyomukunzi (II)                        | 17'35"                                           |
| XLVII    | 2025 | Celestin Ndikumana                               | 25'08"                                           | Rukern Tek                                       | 19'00"                                           |